# Матвеевка (Крым)
Матве́евка  (до 1948 года Ру́сский Шиги́м; укр. Матвіївка, крымскотат. Şigim, Шигим) — село в Первомайском районе Республики Крым, входит в состав Правдовского сельского поселения (согласно административно-территориальному делению Украины — Правдовского сельского совета Автономной Республики Крым).

## Население
| 2001 | 2014 |
| ---- | ---- |
| 340  | ↘277 |

Всеукраинская перепись 2001 года показала следующее распределение по носителям языка
| Язык             | Процент |
| ---------------- | ------- |
| русский          | 55.29   |
| украинский       | 33.24   |
| крымскотатарский | 11.47   |

### Динамика численности
| - 1900 год — 77 чел. - 1915 год — 47/18 чел. - 1926 год — 160 чел. - 1939 год — 35 чел. | - 1989 год — 367 чел. - 2001 год — 340 чел. - 2009 год — 268 чел. - 2014 год — 277 чел. |

## Современное состояние
На 2016 год в Матвеевке числится 7 улиц; на 2009 год, по данным сельсовета, село занимало площадь 31 гектар, на которой в 136 дворах проживало 268 человек. Действует сельская библиотека-филиал № 12, фельдшерско-акушерский пункт. Матвеевка связана автобусным сообщением с райцентром, городами Крыма и соседними населёнными пунктами.

## География
Матвеевка — село на северо-западе района, в центральной части степного Крыма, у истоков реки Воронцовка, высота центра села над уровнем моря — 17 м. Ближайшие населённые пункты — Калинино в 1,7 км на юго-запад, Правда в 2,5 км на северо-запад и райцентр в 6 километров (по шоссе) на юго-восток, ближайшая железнодорожная станция — Красноперекопск (на линии Джанкой — Армянск) — примерно 23 километра. Транспортное сообщение осуществляется по региональной автодороге 35К-001 Красноперекопск — Симферополь (по украинской классификации — Н-05).

## История
Впервые в доступных источниках Шигим русский встречается в «…Памятной книжке Таврической губернии на 1900 год», согласно которой в деревне Джурчинской волости Перекопского уезда числилось 77 жителей в 10 дворах. По Статистическому справочнику Таврической губернии. Ч.II-я. Статистический очерк, выпуск пятый Перекопский уезд, 1915 год, в селе Шигим (русский) Джурчинской волости Перекопского уезда числилось 9 дворов (6 дворов с землёй, 3 — безземельные) с русским населением в количестве 47 человек приписных жителей и 18 «посторонних», из которых 32 мужчины и 26 женщин. Жители владели 340 десятинами удобной земли. В хозяйствах имелось 30 лошадей, 15 коров и 8 голов мелкого скота.
После установления в Крыму Советской власти, по постановлению Крымревкома от 8 января 1921 года № 206 «Об изменении административных границ» была упразднена волостная система, Перекопский уезд переименовали в Джанкойский, в котором был образован Ишуньский район, в состав которого включили село, а в 1922 году уезды получили название округов. 11 октября 1923 года, согласно постановлению ВЦИК, в административное деление Крымской АССР были внесены изменения, в результате которых округа были отменены, Ишуньский район упразднён и село вошло в состав Джанкойского района. Согласно Списку населённых пунктов Крымской АССР по Всесоюзной переписи 17 декабря 1926 года, в селе Шигим (русский), Воронцовского сельсовета Джанкойского района, числилось 13 дворов, все крестьянские, население составляло 71 человек, все украинцы. Постановлением ВЦИК РСФСР от 30 октября 1930 года был создан Фрайдорфский еврейский национальный район (переименованный указом Президиума Верховного Совета РСФСР № 621/6 от 14 декабря 1944 года в Новосёловский) (по другим данным 15 сентября 1931 года) и Шигим русский включили в его состав, а после разукрупнения в 1935-м и образования также еврейского национального Лариндорфского (с 1944 — Первомайский), сёла переподчинили новому району. По данным всесоюзной переписи населения 1939 года в селе проживало 35 человек.

Во время Великой Отечественной войны, в октябре 1941 года, при обороне Крыма, в окрестностях села сражались бойцы 95-й стрелковой дивизии Приморской армии, 23 из них погибли. Во время освобождения Крыма в апреле 1944 года, в боях за село пали бойцы 3-й гвардейской и 87-й стрелковой дивизии 2-й гвардейской армии, похороненные на сельском кладбище. В 1950-х годах на братской могиле установлили двухступенчатую пирамиду, в 1985 году заменённый на современный (автор не известен) в виде скульптуры воина на фоне прямоугольной стелы со стилизованным лавровым венком в верхней части. Постановлением Совета министров Республики Крым № 627 от 20 декабря 2016 года памятник отнесён к категории объектов культурно-исторического наследия России регионального значения.

Прежний памятник
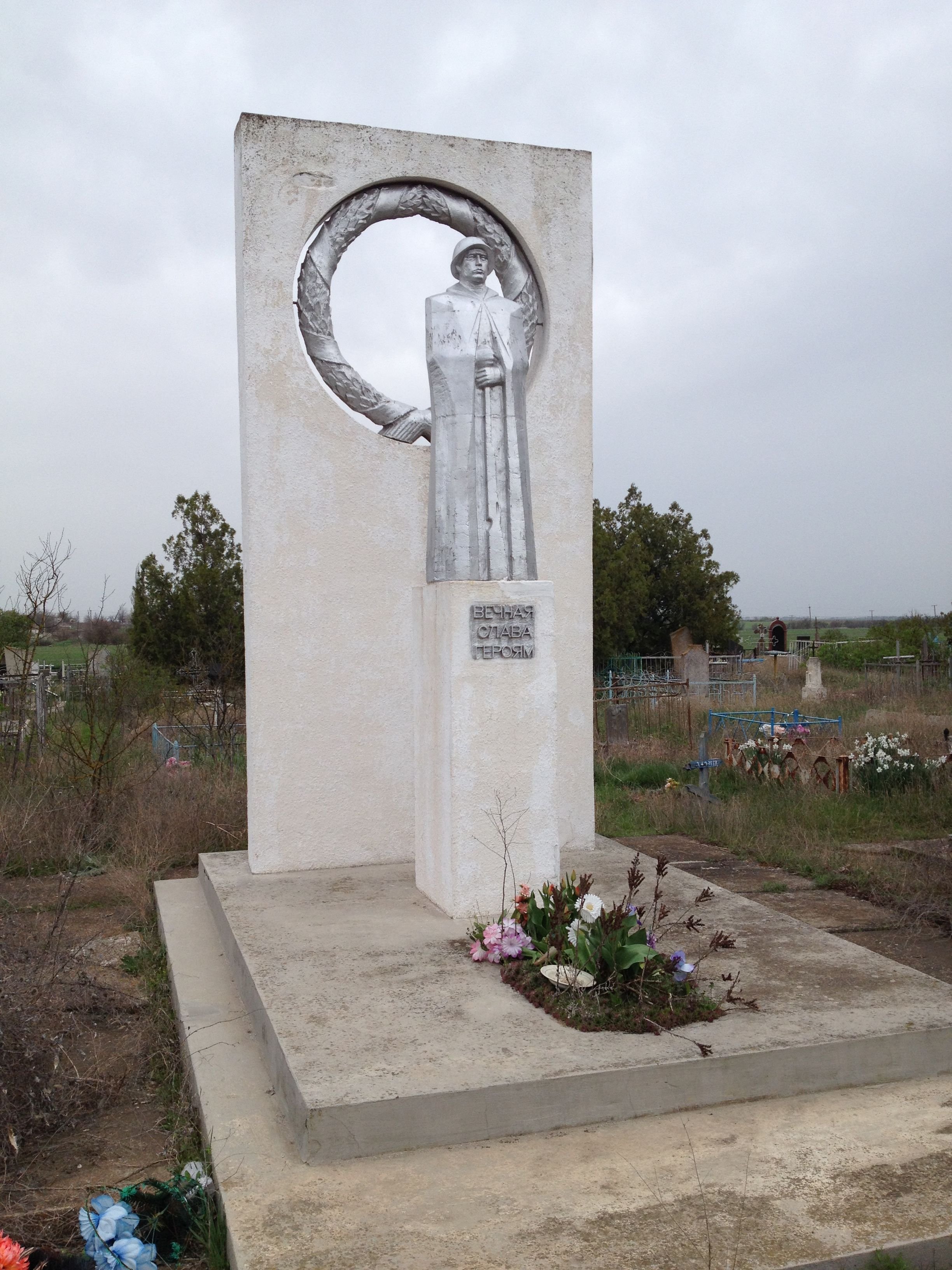
Памятник 1985 года

С 25 июня 1946 года Русский Шигим в составе Крымской области РСФСР. Указом Президиума Верховного Совета РСФСР от 18 мая 1948 года, Русский Шигим переименовали в Матвеевку. 26 апреля 1954 года Крымская область была передана из состава РСФСР в состав УССР. Время включения в Правдовский сельсовет пока не установлено: на 15 июня 1960 года село уже числилось в его составе. Указом Президиума Верховного Совета УССР «Об укрупнении сельских районов Крымской области», от 30 декабря 1962 года был упразднён Первомайский район и село присоединили к Красноперекопскому. 8 декабря 1966 года был восстановлен Первомайский район и село вернули в его состав. По данным переписи 1989 года в селе проживало 367 человек. С 12 февраля 1991 года село в восстановленной Крымской АССР, 26 февраля 1992 года переименованной в Автономную Республику Крым. С 21 марта 2014 года в составе Крыма аннексирована Россией.

## Шигим казённый
Изначально «Шигим (казёный участок)» — селение, располагавшееся на месте нынешней Матвеевки. Впервые встречается в Статистическом справочнике Таврической губернии. Ч.II-я. Статистический очерк, выпуск пятый Перекопский уезд, 1915 год, в деревне Шигим (казённый участок) Джурчинской волости Перекопского уезда числилось 12 дворов (все дворы безземельные) с русским населением в количестве 51 человек приписных жителей и 7 «посторонних», из которых 32 мужчины и 26 женщин. Жители землёй не владели, но за селением числилось 30 десятин земли. В хозяйствах имелось 35 лошадей, 18 коров и 25 голов мелкого скота. Согласно Списку населённых пунктов Крымской АССР по Всесоюзной переписи 17 декабря 1926 года, в селе Шигим (казённый) Воронцовского сельсовета — 21 двор, из них 20 крестьянских, население 89 человек, из них 62 украинца, 21 русский, 2 немца, 4 грека, действовала русская школа. Уже на километровой карте Генштаба 1941 года 2 села обозначены под названием Русский Шигим: на месте нынешней Матвеевки и в 2 км к северо-западу (на карте 1942 года — только один Русский Шигим — «северо-западный») — видимо, название «Русский Шигим» постепенно распространилось на обе части села, а к послевоенному времени северо-западная часть исчезла.